# ヴィクトル・クレス
ヴィクトル・メルキオロヴィチ・クレス（ロシア語: Виктор Мельхиорович Кресс、ラテン文字転写の例：Viktor Melkiorovich Kress、1948年11月16日 - ）は、ロシアの政治家。ロシア連邦議会上院連邦院（連邦会議）代議員。1991年から2012年まで、トムスク州行政長官、知事を務めた。コストロマ州出身。両親はドイツ系。

## 経歴・人物
1971年ノヴォシビルスク農業大学を卒業する。1987年ソ連共産党ペルヴォマイスコエ地区第一書記。1990年トムスク州ソビエト議長に選出される。1991年ソビエト連邦の崩壊後、ボリス・エリツィン大統領によってトムスク州行政長官に任命され、1995年には知事選挙に当選して、以後1999年、2003年、2007年まで四選されて、在任は17年に及んでいる。2004年統一ロシアに入党した。
2012年3月17日、ロシア連邦議会上院連邦院（連邦会議）代議員、トムスク州選出連邦議会連邦院代表に選出される。

## 著書
クレスには以下の著作がある。
- «Томская область: сегодня и завтра» (1997)
- «Трудное время России. Взгляд из провинции» (1998)
- «Томская область на перекрестке столетий» (1999)
- «Томская область. Начало XXI века» (2002)
- «Прямые ответы на сложные вопросы» (2003)